# Goldberg (priimek)
Goldberg je priimek več znanih oseb:
- Adam Goldberg (*1970), ameriški igralec
- Bill Goldberg, ameriški igralec
- Gottlieh Goldberg (?—1756), nemški čembalist in skladatelj
- Josip Goldberg (1885—1960), hrvaški fizik
- Leah Goldberg (1911—1970), judovsko-nemška pesnica
- Rube Goldberg (1883—1970), ameriški animator in kipar
- Whoopi Goldberg (*1955), ameriška igralka s pravim imenom Cary Johnson